# Othonna
Othonna là một chi thực vật có hoa trong họ Cúc (Asteraceae).
Các loài thuộc nhóm Othonna bulbosa
- Othonna bulbosa
- Othonna cakilefolia
- Othonna cuneata
- Othonna hederifolia
- Othonna heterophylla
- Othonna intermedia
- Othonna lilacina
- Othonna lyrata
- Othonna nigromontana
- Othonna oleracea
- Othonna petiolaris
- Othonna pinnata
- Othonna rosea
- Othonna rotundiloba
- Othonna sinuata
- Othonna stenophylla
- Othonna tephrosioides
- Othonna perfoliata
- Othonna rufibarbis
- Othonna undulosa
- Othonna digitata
- Othonna gymnodiscus
- Othonna linearifolia
- Othonna revoluta

Loài
- Othonna arborescens
- Othonna arbuscula
- Othonna armiana
- Othonna auriculifolia
- Othonna bulbosa
- Othonna burttii
- Othonna cacalioides
- Othonna cakilefolia
- Othonna chromochaeta
- Othonna ciliata
- Othonna coronopifolia
- Othonna cremnophila
- Othonna cuneata
- Othonna cyclophylla
- Othonna daucifolia
- Othonna dentata
- Othonna digitata
- Othonna divaricata
- Othonna diversifolia
- Othonna eriocarpa
- Othonna euphorbioides
- Othonna frutescens
- Othonna furcata
- Othonna graveolens
- Othonna gymnodiscus
- Othonna hallii
- Othonna hederifolia
- Othonna herrei
- Othonna heterophylla
- Othonna humilis
- Othonna intermedia
- Othonna lasiocarpa
- Othonna lepidocaulis
- Othonna leptodactyla
- Othonna lineariifolia
- Othonna lobata
- Othonna lyrata
- Othonna macrophylla
- Othonna macrosperma
- Othonna membranifolia
- Othonna mucronata
- Othonna multicaulis
- Othonna natalensis
- Othonna obtusiloba
- Othonna oleracea
- Othonna opima
- Othonna osteospermoides
- Othonna ovalifolia
- Othonna pachypoda
- Othonna papaveroides
- Othonna parviflora
- Othonna pavelkae
- Othonna pavonia
- Othonna perfoliata
- Othonna petiolaris
- Othonna pinnata
- Othonna pluridentata
- Othonna primulina
- Othonna pteronioides
- Othonna purpurascens
- Othonna pygmaea
- Othonna quercifolia
- Othonna quinquedentata
- Othonna quinqueradiata
- Othonna ramulosa
- Othonna reticulata
- Othonna retrofracta
- Othonna retrorsa
- Othonna rhamnoides
- Othonna rosea
- Othonna rotundifolia
- Othonna rufibarbis
- Othonna sonchifolia
- Othonna spinescens
- Othonna stenophylla
- Othonna taraxacoides
- Othonna tephrosioides
- Othonna trinervia
- Othonna triplinervia
- Othonna umbelliformis
- Othonna undulosa
- Othonna viminea
- Othonna wrinkleana